# Ousethorpe
Ousethorpe var en civil parish från 1866 till 1935 då den blev en del av Millington, i grevskapet East Riding of Yorkshire, i England. Civil parish var belägen 3 km från Pocklington och hade 13 invånare år 1931. Byar nämndes i Domedagsboken (Domesday Book) år 1086, och kallades då Torp.